# Rio Persinunga
Rio Persinunga är ett vattendrag i Brasilien. Det ligger i den östra delen av landet, 1 600 km nordost om huvudstaden Brasília.
Omgivningarna runt Rio Persinunga är en mosaik av jordbruksmark och naturlig växtlighet.